# Bem público global
Bem público global é uma política que trata alguns itens ou bens sendo comuns a todo o planeta. Ou seja, nenhum país possui posse sobre tal item, como por exemplo, os oceanos, onde cada país possui a liberdade de navegar sobre ele sem restrições.

## Definição
Em uso tradicional, um bem público global deve possuir as propriedades:
- Não é competitivo. O consumo deste bem por uma pessoa não diminui a quantidade disponível para outra pessoa;
- Não é excluível. Ser impossível de proibir alguém de consumir tal bem;
- Estar disponível numa escala, mais ou menos, global.

Esse conceito é uma extensão da noção clássica de bens públicos do economista americano Paul Samuelson.
O conceito teórico tradicional de bens públicos não faz distinções com exceções para a região geográfica em que um bem pode ser consumido ou produzido. No entanto, o termo "bem público global" tem sido usado para justificar um bem público que é não-competitivo e não-excluível pelo mundo inteiro, em oposição a um bem público que existe em apenas uma área nacional.O Conhecimento é usado como um exemplo clássico de bem público global. Em algumas literaturas acadêmicas, o conceito ficou associado com o conceito de herança comum da humanidade.

## Desafios para a definição tradicional
Existem muitos desafios para a definição clássica de "bens públicos", que em geral, também são relevantes para a definição de "bens públicos globais". Kaul et al. (2003), sugere que existem três tipos de bens públicos. Primeiro, há os bens públicos que não podem se tornar passíveis de exclusão, seja por terem sido herdados indivisíveis ou porque o custo para a divisão seria proibitivo. Um simples exemplo seria o pôr-do-sol. Segundo, existem os bens que são herdados como públicos por design. Exemplos incluem o sistema judiciário de uma nação ou o sistema de educação básica. No terceiro tipo, é argumentado que, bens são públicos por padrão, seja por falta de antecipação ou conhecimento na criação. Um exemplo desse tipo seria a camada de ozônio e os danos causados ao meio-ambiente pelas emissões de CFC antes que qualquer pessoa entendesse o potencial de estrago.
Muitos dos desafios da definição tradicional tem a ver com a maneira como lidam com os acontecimentos externos, onde fundamentalmente se apresentam problemas de política econômica quando individuais, familiares, ou quando empresas não incluem, na sua conta total, seus custos indiretos ou os benefícios de suas transações econômicas. Produtores de bens privados, por exemplo, podem reduzir seus custos totais, consequentemente seu preço, ao externalizar determinados custos, como custo de prevenção de poluição do ar ou da água que é um subproduto de seus métodos de produção. Dessa forma essa empresa, adquire o comportamento free rider, elevando os custos de limpeza de ar e água, que costumam ser recursos transicionais, dos "bens públicos".